# Kispiox Mountain
Kispiox Mountain – szczyt w Kolumbii Brytyjskiej, w Kanadzie, w paśmie Kispiox Range (najwyższy szczyt). Nazwę oficjalnie nadano mu 5 lipca 1951.